# Saint-Yvoine
Saint-Yvoine é uma comuna francesa na região administrativa de Auvérnia-Ródano-Alpes, no departamento Puy-de-Dôme. Estende-se por uma área de 8,88 km². Em 2010 a comuna tinha 616 habitantes (densidade: 69,4 hab./km²).